# Scheffelschlösschen

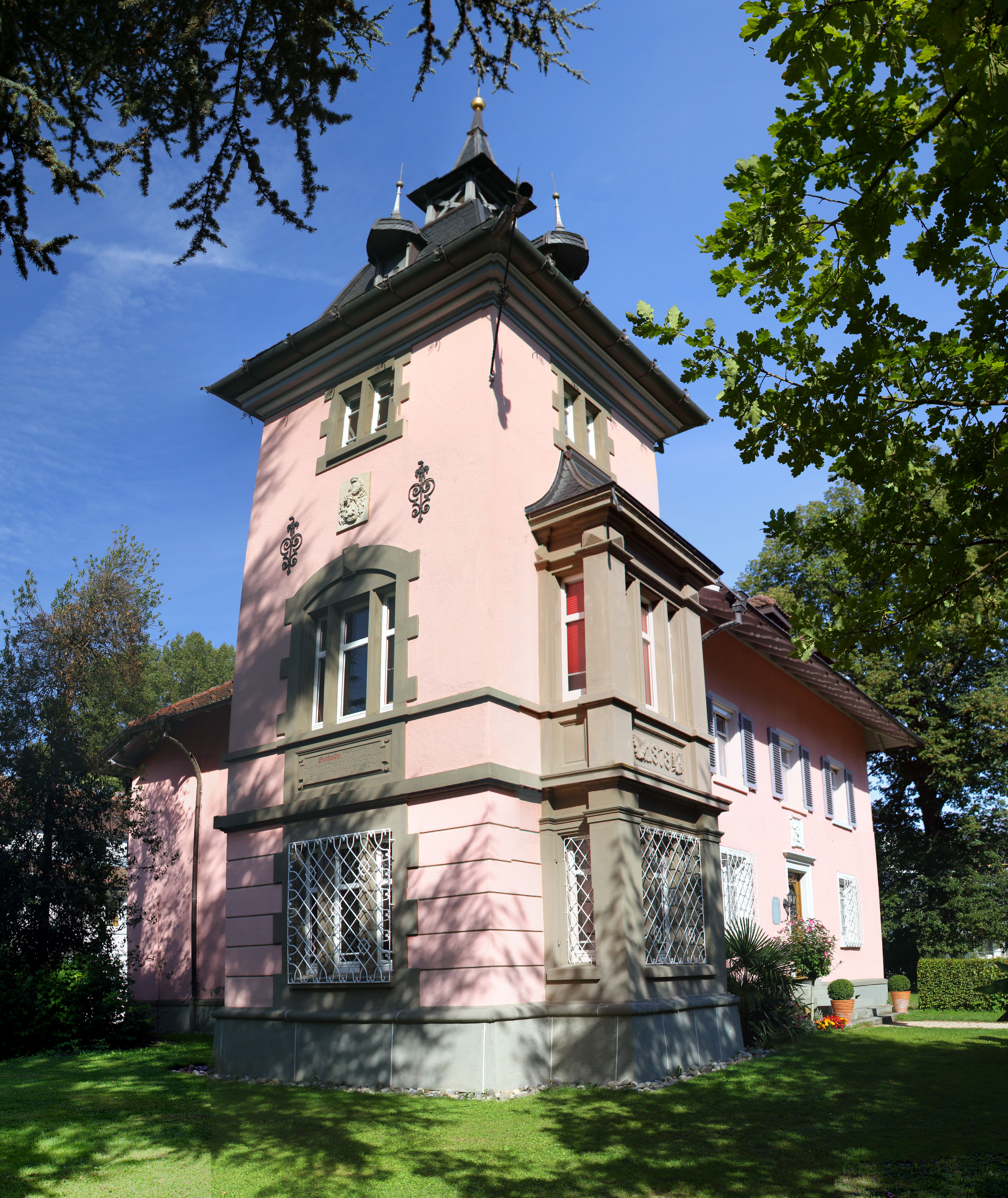
Scheffelschlösschen

Das so genannte Scheffelschlösschen ist ein Schloss auf der Halbinsel Mettnau bei Radolfzell am Bodensee im baden-württembergischen Landkreis Konstanz.
Auf der Halbinsel Mettnau verbrachte der Dichter Joseph Victor von Scheffel seit 1869 mit seiner Familie den Sommer. Nach der Erhebung in den Adelsstand erwarb er das Gut Mettnau im Jahre 1876 und baute das alte Rebgutpächterhaus zum Schloss aus. 1872 hatte er bereits die Villa Seehalde auf Mettnau errichten lassen. Der Entwurf für das „Scheffelschlösschen“ im Stil der Neorenaissance stammt vom Architekten Karl von Großheim, der mit seinem Partner Heinrich Joseph Kayser das „Büro für Architektur und Kunstindustrie“ leitete, eines der erfolgreichsten Architekturbüros im Deutschen Kaiserreich. Im Erdgeschoss des zweigeschossigen Gebäudes mit markantem Eckturm befand sich seit 1928 ein Scheffel-Museum und zwischen 1928 und 1938 die von  Kurt Floericke initiierte Beobachtungsstation der Süddeutschen Vogelwarte; seit 1966 ist hier der Sitz der Kurbetriebsverwaltung. Eine kleine Ausstellung im Hausflur zeigt verschiedene Ausgaben von Scheffels Werken. Das Kaminzimmer und diverse Deckenmalereien sind noch original erhalten. Aufgrund der amtlichen Nutzung ist das Gebäude nur eingeschränkt zu besichtigen.